# Dzjuljunitsa (distrikt i Veliko Tărnovo)
Dzjuljunitsa (bulgariska: Джулюница) är ett distrikt i Bulgarien.   Det ligger i kommunen Obsjtina Ljaskovets och regionen Veliko Tărnovo, i den centrala delen av landet, 210 km öster om huvudstaden Sofia.